# 셰퍼드 음
셰퍼드 음(Shepard tone)은 로저 셰퍼드가 발견한 일종의 착청으로, 끝없이 올라가거나 내려가거나 하는 등의 환청을 만들어낸다. 셰퍼드 음을 이루는 음역을 '셰퍼드 음역'이라고 부른다.

## 원리
셰퍼드 음역의 크기와 음역 안의 음들의 균형을 맞춰서 셰퍼드 음열이 끝나기 직전에 새로운 셰퍼드 음열을 시작하여서 이 음열들이 반복되는 것을 숨기는 것이다. 사람은 마지막 음이 그 다음 새로 시작하는 음과 같게 느끼기 때문에 무한으로 반복해서 재생하면 끝없이 내려가거나 올라가는 음을 들을 수 있다.

## 셰퍼드 음을 응용한 음악들
- Queen의 1976년 앨범 A Day At the Races의 처음과 끝 부분. 여기서는 기타가 셰퍼드 음의 마지막을 사라지듯이 칠 때 다른 기타가 셰퍼드 음의 처음을 시작하는 식으로 셰퍼드 음과 비슷한 소리를 만들어 내었다.
- 슈퍼 마리오 64의 끝없는 계단

## 같이 보기
- 음향효과